# Vouhé (Charente-Maritime)
Vouhé – miejscowość i gmina we Francji, w regionie Nowa Akwitania, w departamencie Charente-Maritime.
Według danych na rok 1990 gminę zamieszkiwały 404 osoby, a gęstość zaludnienia wynosiła 26 osób/km² (wśród 1467 gmin regionu Poitou-Charentes Vouhé plasuje się na 623. miejscu pod względem liczby ludności, natomiast pod względem powierzchni na miejscu 557.).